# لو ناني
لو ناني (بالإنجليزية: Lou Nanne)‏ (و. 1941  م) هو لاعب هوكي الجليد كندي، ولد في سو ساينت ماري، شارك في الألعاب الأولمبية الشتوية 1968، مركز لعبه هو مدافع ‏.
.

## روابط خارجية
- لو ناني على موقع دوري الهوكي الوطني (الإنجليزية)
- لو ناني على موقع قاعة مشاهير الهوكي (لاعب أن.إتش.أل) (الإنجليزية)
- لو ناني على موقع EliteProspects.com (الإنجليزية)
- لو ناني على موقع HockeyDB.com (الإنجليزية)
- لو ناني على موقع Hockey-Reference.com (الإنجليزية)
- لو ناني على موقع أوليمبيديا (الإنجليزية)